# Chef-animateur

Extrait de Feline Follies, par Pat Sullivan (1919).

Un chef-animateur (en anglais : animation director) est le réalisateur chargé de toutes les facettes du processus d'animation d'un film d'animation ou d'une série animée ou une séquence animée pour une prise de vue réelle.

## Fonctions
Le chef-animateur peut être responsable du storyboard, character design, background animation et d'autres aspects de l'animation 2D traditionnelle. Certaines productions de films d'animation peuvent séparer les tâches entre un chef-animateur, qui supervise la création de l'animation et un réalisateur qui dirige tous les autres aspects du film. Sa fonction est alors située entre le réalisateur qui lui donne ses directives par l'intermédiaire du storyboard, et les intervallistes et coloristes qui travaillent sous son autorité et complètent son travail de création de l'animation.  Le superviseur de l'animation est généralement chargé de tous les aspects touchant au design et les illustrations pour les personnages principaux, il encadre un groupe d'animateurs qui vont s'attacher à un personnage en particulier. Le chef animateur travaille d'après les dessins du character designer qui a créé les personnages et les accessoires. Il dessine d'abord sur papier calque les « images-clés » (pour cette raison, on l'appelle parfois l'animateur clé, d'après son appellation anglaise) qui déterminent les étapes principales de la décomposition d'un mouvement, assurant le rythme et le style de celui-ci. C'est lui qui peaufine le jeu des personnages ou la dynamique de n'importe quel type d'objets (accessoires, éléments naturels, effets spéciaux, décors en mouvement…). Les intervallistes se chargent ensuite d'interpoler ces images en les retraçant sur des cellulos, ou cells, et en dessinant les positions intermédiaires entre chaque image-clé pour réaliser l'animation complète qui sera finalement confiée aux coloristes, avant son passage sous la caméra du banc d'animation. Maintenant, grâce au numérique, il se passe à peu près la même chose, la seule différence est que tout ça se fait sur ordinateur et tablette graphique.

## Sources
1. ↑  « chef-animateur », Grand Dictionnaire terminologique, Office québécois de la langue française.
2. ↑  « Classical-era Disney Studio », dans Art in Motion, Revised Edition, John Libbey Publishing (ISBN 978-0-86196-945-6, lire en ligne), p. 107–132
3. ↑  Kelly, Doug., Character animation in depth, Creative Professionals Press, 1998 (ISBN 1-56604-771-4 et 978-1-56604-771-5, OCLC 37675878, lire en ligne)